# 田见秀
田见秀，字玉峰，绥德县福乐里人，大顺政权重要将领，官至提督诸营权将军，封泽侯。

## 生平
明末民变人物，早年跟随李自成，据称田见秀为人宽厚，能得众心，崇祯十六年(1643)，任提督诸营权将军，封泽侯。
1643年底，李自成占领西安，李自成为解除东渡黄河进兵北京的后顾之忧。李自成分兵三路，亲率由李过所部后营和刘芳亮所部左营组成的大军，向北追击明总兵高杰部官军，夺取陕北；田见秀率部南下汉中，追击明总兵高汝利部，打通南下四川的孔道；刘宗敏、贺锦、袁宗第等西向追击白广恩部官军，攻取宁夏、甘肃、西宁等地。
1644年正月初八日，李自成统大顺军主力由西安出发向北京的进军。行前，李自成命权将军田见秀留守西安。
一片石之战后，李自成大败，退至西安，李自成令田见秀殿后，让他把带不走的粮食等库存物资和官舍全部烧毁，以免资敌。然而田见秀却以“秦人饥，留此米活百姓”为由，没有执行李自成的指示，只把东门城楼和南月城楼点燃，便赶来告诉李自成说已经遵命办理。李自成远望烟焰冲天，信以为实。田见秀这一行为，使随后而来的清军在西安得到了补给很快就追了上来。李自成刚到达武昌不久，清军就跟踪而至并且把武昌包围了起来。刘宗敏、田见秀领兵五千出战，败还，大顺军只好弃武昌东下。

### 结局
永昌三年（1646年）正月，大顺军围荆州，二月，清军自南明军防区突至，顺军没有防备，于是大败。无奈下，李自敬及田见秀率所部顺军降清，不久遭多尔衮下令杀害。
乾隆五十年的《绥德直隶州志》载，田见秀入清后隐居虎尔堰土室中，年九十余卒。